# Tweede Kamerverkiezingen 2021/Kandidatenlijst/Volt
Dit is de kandidatenlijst voor de Tweede Kamerverkiezingen van 2021 van Volt Nederland die op 2 februari 2021 is goedgekeurd door de Kiesraad.

## De lijst
- vet: verkozen
- schuin: voorkeurdrempel overschreden

1. Laurens Dassen, Amsterdam - 135.272 stemmen
2. Nilüfer Gündoğan, Amsterdam - 41.352
3. Ernst Boutkan[1], Leiden - 2.783
4. Marieke Koekkoek, Utrecht - 37.093
5. Martin Gravelotte, Amsterdam - 763
6. Bibi Wielinga, Amsterdam - 6.242
7. Floris Eigenhuis, Amersfoort - 2.044
8. Ilca Italianer, Amsterdam - 4.286
9. Fons Janssen, Veulen - 1.398
10. Sylvia van Laar, Leiden - 2.503
11. Itay Garmy, Amsterdam - 948
12. Marleen Ramaker, Groningen - 3.650
13. Joris van Oppenraaij, Den Haag - 625
14. Sandra Griffejoen, Blaricum - 754
15. Jeroen van Iterson, Oegstgeest - 1.134
16. Sarah de Koff, Rotterdam - 2.590
17. Frank Toeset, Breda - 1.040
18. Michelle van Zanten, Den Haag - 567
19. Thomas van der Meer, Enschede - 1.797
20. Sacha ten Hove, Emmen - 1.449
21. Friso Datema, Alkmaar - 370
22. Ger van Eeden, Leiden - 145
23. Jeroen Koendjbiharie, Wageningen - 671
24. Robine van Eck, Amsterdam - 303
25. Theo Doreleijers, Amsterdam - 346
26. Elske Kroesen, Heemstede - 371
27. Katya Lenskaya, Heukelom - 685
28. Reinier van Lanschot, Amsterdam - 1.299

2021 · 2023
VVD · PVV · CDA · D66 · GroenLinks · SP · PvdA · ChristenUnie · Partij voor de Dieren · 50PLUS · SGP · DENK · FVD · BIJ1 · JA21 · Code Oranje · Volt · NIDA · Piratenpartij · LP · JONG · Splinter · BBB · NLBeter · LHK · OPRECHT · JEZUS LEEFT · TROTS · UCF · Lijst 30 · PvdE · DFP · VSN · WZNL · Modern Nederland · De Groenen · PvdR